# トマス・エイキンズ邸
トマス・エイキンズ邸 (トマス・エイキンズてい、英語: Thomas Eakins House) は国定登録文化財で、ペンシルベニア州フィラデルフィア市マウントバーノン通り1727番地から1729番地に立つ。竣工は1854年頃とされ、19世紀アメリカで最も影響力があったとされる画家トマス・エイキンズ (1844-1916) は、この邸宅で人生のほとんどをすごした。1965年に国定歴史建造物の指定を受け、現在は地域の芸術家の協同組織が入居する。

## 特徴と沿革
トマス・エイキンズ邸が立地するフィラデルフィア市中心部から北にあたる地域はスプリング・ガーデンと呼ばれ、マウントバーノン通りの東西を17番街と18番街に挟まれた北側に立つ。４階建てのテラスハウスで、地上1階から3階まではレンガ造り、4階は木製のフレーム構造である。建物正面は3区画の右に玄関を配し、長方形の窓は装飾のない大理石の枠とまぐさ石を施してある。
このテラスハウスを1854年に建てさせた施主ベンジャミン・エイキンズは、画家の父である。父エイキンズは息子の画室として1874年に4階を木造で増築している。父から1899年に遺贈されたトマス・エイキンズは、1916年に亡くなるまで住み続けた。
エイキンズは写実主義絵画の先鋒として、また写真を絵画制作に活用した画家として知られる。またペンシルベニア美術アカデミーで教鞭をとり、1世代の画家を育てる上で人体のスケッチと描写に新手法をいくつも取り入れた。肖像画を多く手がけ、モデルは生まれ故郷でもあるフィラデルフィアのあらゆる社会階層から選んだ。
「壁画プログラム」(en) はフィラデルフィア市域の芸術活動で、建築物の外部に壁画を製作する活動の本部をトマス・エイキンズ邸に置いている。